# Gesetzliche Rentenversicherung (Deutschland)
Die gesetzliche Rentenversicherung (GRV) in Deutschland ist ein Zweig des gegliederten Sozialversicherungssystems, das insbesondere der Altersvorsorge von Beschäftigten dient. Neben den abhängig Beschäftigten sind in der Rentenversicherung eine Vielzahl weiterer Personengruppe versicherungspflichtig, u. a.  einige Berufs- und Personengruppen der Selbstständigen, sowie Kindererziehende und häusliche Pflegepersonen. Daneben ist eine freiwillige Versicherung grundsätzlich möglich. Neben Altersrenten werden Renten bei verminderter Erwerbsfähigkeit und Hinterbliebenenrente sowie Leistungen zur Teilhabe erbracht. Versicherte und ihre Hinterbliebenen haben Anspruch auf eine Rente, wenn die für die jeweilige Rente erforderlichen versicherungsrechtlichen und persönlichen Voraussetzungen vorliegen (Rentenanspruch).
Vornehmlich wird die gesetzliche Rentenversicherung durch ein Umlageverfahren finanziert. Das heißt, dass die Beiträge der derzeitigen Beitragszahler unmittelbar als Renten an die derzeitigen Rentner ausgezahlt werden. Durch die Gutschrift von Entgeltpunkten erwerben sie gleichzeitig eigene Ansprüche auf Rente in ihrer Rentenbezugsphase (sogenannter Generationenvertrag). Ferner erhält die gesetzliche Rentenversicherung Zuschüsse des Bundes, die rund 30 Prozent der Ausgaben decken. Diese Bundesmittel sollen auch die sogenannten versicherungsfremden Leistungen finanzieren. Es besteht keine Einigkeit, welche Leistungen als versicherungsfremd anzusehen und wie hoch die hierfür anfallenden Ausgaben sind. Daher ist es umstritten, ob die Zuschüsse des Bundes die versicherungsfremden Leistungen vollständig decken.
Anders als eine private Versicherung hat die gesetzliche Rentenversicherung als Sozialversicherung auch die Funktion des sozialen Ausgleichs und der Lastenverteilung. So erhalten Kindererziehende sogenannte Kindererziehungszeiten und Kinderberücksichtigungszeiten.
Angesichts des demographischen Wandels wird vereinzelt gefordert, die Finanzierung der gesetzlichen Rentenversicherung von einem umlagefinanzierten auf ein kapitalbildendes System umzustellen. Umstritten ist jedoch, ob der demografische Wandel das umlagefinanzierte Rentensystem tatsächlich infrage stellt und dass ein Kapitaldeckungssystem eine effektivere und sozial gerechtere Finanzierung der Renten ermöglicht (vergleiche dazu die Mackenroth-These).
Rentenversicherungsträger ist in Deutschland die Deutsche Rentenversicherung, welche sich in 14 regionale und 2 bundesweite Träger aufteilt. Rechtsgrundlage ist das Sechste Buch Sozialgesetzbuch – Gesetzliche Rentenversicherung – (SGB VI).
Für Selbständige und ihre Angehörigen der Bereiche Landwirtschaft, Forsten und Gartenbau ist die Sozialversicherung für Landwirtschaft, Forsten und Gartenbau (SVLFG) zuständig. Rechtsgrundlage ist das Gesetz über die Alterssicherung der Landwirte (ALG) i. V. m. dem Gesetz zur Neuordnung der Organisation der landwirtschaftlichen Sozialversicherung (LSV-NOG).

## Leistungen
Versicherte Risiken der gesetzlichen Rentenversicherung (GRV) sind das Alter, die verminderte Erwerbsfähigkeit und der Tod des Versicherten, der gegebenenfalls Hinterbliebenenrenten auslöst. Zum Zwecke der Erhaltung und Wiederherstellung der Arbeitskraft des Versicherten leisten die Träger der GRV im Rahmen der medizinischen und beruflichen Rehabilitation. Dabei handelt es sich um originäre Leistungen, die nicht versicherungsfremd sind, denn sie dienen der unmittelbaren Abwendung der versicherten Risiken, deren Realisierung zu Beitragsausfällen und vorzeitigen Rentenzahlungen führen würden. Vor Erreichen des Renteneintrittsalters für Altersrenten gilt für den Themenkomplex der Erwerbsminderung daher der Grundsatz „Rehabilitation vor Rente“, d. h. vor Zahlung einer Rente zur Kompensation wird stets versucht, die Erwerbsfähigkeit wiederherzustellen. Erst wenn dies tatsächlich nicht möglich ist, wird die Rente geleistet.
Folgende Risikofälle für die gesetzliche Rentenversicherung sind von Belang:
- Renten wegen Alters,
- Renten wegen verminderter Erwerbsfähigkeit und
- Hinterbliebenenrenten (Witwen-/Witwerrenten und Waisenrenten).

Für die Leistungsberechtigung sind
- versicherungsrechtliche Voraussetzungen,
- persönliche Voraussetzungen (Lebensalter, Erwerbsminderung, Tod),
- und wartezeitrechtliche Voraussetzungen zu erfüllen.

### Renten wegen Alters
Wer Altersrente bei Erreichen der Regelaltersgrenze beantragt, erhält nach geltender Rechtslage (§ 50 SGB VI) eine Rente ohne Zu- oder Abschläge. Jeder spätere Rentenbeginn erhöht die Rente, jeder frühere Rentenbeginn mindert sie, gesteuert über den Zugangsfaktor. Ausnahmen, die Regelaltersgrenze betreffend sind die Altersrente für schwerbehinderte Menschen und besonders langjährig Versicherte. Die Regelaltersgrenze wird für Versicherte der Geburtsjahrgänge 1947 bis einschließlich 1963 schrittweise auf das vollendete 67. Lebensjahr angehoben (§ 235 SGB VI).

#### Höhe der Renten
Die relative Höhe der Rente ist vor allem von der Anzahl und der Höhe der während des Versicherungslebens eingezahlten Beiträge abhängig. Die Beiträge werden in Entgeltpunkte umgerechnet. Kindererziehungszeiten werden wie Pflichtbeitragszeiten eines Durchschnittsverdieners bewertet, ohne dass individuelle Beiträge gezahlt werden, kommen jedoch sonstige Pflichtbeitragszeiten hinzu, können sie weniger Entgeltpunkte erhalten, wenn ansonsten insgesamt eine bestimmte Höchstgrenze überschritten würde (siehe auch: Additive Anrechnung). Für jedes vor dem 1. Januar 1992 geborene Kind sind Kindererziehungszeit die ersten 30, für jedes nach dem 31. Dezember 1991 geborene Kind die ersten 36 Lebensmonate des Kindes. Für relevante beitragsfreie Zeiten (z. B. Zeiten einer Fachschulausbildung) werden durch die Gesamtleistungsbewertung weitere Entgeltpunkte ermittelt, deren Höhe von der Höhe der in der übrigen Zeit versicherten Arbeitsentgelte und Arbeitseinkommen abhängig ist. Für beitragsgeminderte Zeiten (z. B. Zeiten einer beruflichen Ausbildung) werden Zuschläge gutgeschrieben (§ 71 SGB VI).
Die monatliche Rente wird nach der Rentenformel berechnet, indem die Entgeltpunkte mit dem Zugangsfaktor, dem Rentenartfaktor und dem aktuellen Rentenwert multipliziert werden. Dies ist in § 64 SGB VI normiert. Beiträge werden nur bis zur Beitragsbemessungsgrenze erhoben. Dadurch bestimmt sich ein Höchstbeitrag. Höchstbeiträge und maximal mögliche Einzahlungsdauer bewirken die höchstmögliche Rente.
Besonderheiten in Bezug auf Eintrittsalter und Berechnung bestehen in der knappschaftlichen Rentenversicherung der Bergleute.
Als „Eckrentner“ wird eine fiktive Person bezeichnet, die 45 Jahre lang aus einem Durchschnittsentgelt Beiträge eingezahlt hat und mit dem Erreichen der Regelaltersgrenze in Rente geht. Die aufgrund einer solchen Rentenbiographie erzielte Rente wird Standardrente genannt. Die Standardrente lag Netto vor Steuern zum 1. Juli 2022 bei 1.442,60 € (West) bzw. 1.422,58 € (Ost). Das Rentenniveau lag somit im Jahr 2022 bei 49,4 % (Verhältnis der Standardrente zum letzten Durchschnittsentgelt).
Die Durchschnittsrente ergibt sich aus dem Quotienten der jeweiligen gruppenbezogenen Gesamtzahlung und der Anzahl dieser betrachten Gruppe. In der Gesetzlichen Rentenversicherung lag die durchschnittliche Altersrente (Netto vor Steuern) am 31. Dezember 2021 für Männer in den alten Bundesländern bei 1.309 €, in den neuen Bundesländern bei 1.289 €, Frauen in den alten Bundesländern bekamen im Durchschnitt eine Nettoaltersrente in Höhe von 739 €, in den neuen Bundesländern von 1062 €.

#### Altersrente und Beschäftigung
Während des Bezugs einer Vollrente wegen Alters nach Vollendung der Regelaltersgrenze sind Rentner in der gesetzlichen Rentenversicherung versicherungsfrei (§ 5 Abs. 4 SGB VI). Das bedeutet, dass eine Beschäftigung während einer vorgezogenen Altersrente zu einer Beitragszahlung und damit zu Zuschlägen an Entgeltpunkten führt (§ 76d i. V. m. § 76b SGB VI). Erst ab Erreichen der Regelaltersgrenze tritt die vollständige Versicherungsfreiheit nach § 5 Abs. 4 SGB VI ein. Falls Altersvollrentner darüber hinaus arbeiten, muss der beschäftigte Rentner keine Beiträge mehr zahlen. Sein Arbeitgeber muss weiterhin den Arbeitgeberanteil abführen, der zu zahlen wäre, wenn der beschäftigte Altersvollrentenbezieher versicherungspflichtig wäre (§ 172 Abs. 1 SGB VI). Dieser Beitrag erhöht jedoch nicht mehr die Rentenansprüche des Rentners. Dem Arbeitgeber soll dadurch der Anreiz genommen werden, versicherungsfreie Personen zu beschäftigen.
Auf Antrag können Vollrenten nach Vollendung der Regelaltersgrenze als Teilrenten (§ 42 SGB VI) von mindestens 10 % bis zu 99,9 % geleistet werden. Dabei handelt es sich nicht um eine Vollrente wegen Alters, somit entfällt die generelle Versicherungsfreiheit nach § 5 Abs. 4 SGB VI.

### Renten wegen verminderter Erwerbsfähigkeit
Die Rente wegen verminderter Erwerbsfähigkeit, im Gesetz als Rente wegen Erwerbsminderung bezeichnet, soll das Risiko des frühen Ausscheidens aus dem Erwerbsleben absichern.
Wer aufgrund Krankheit oder Behinderung nicht in der Lage ist, vor Vollendung der Regelaltersgrenze mindestens sechs Stunden täglich erwerbstätig zu sein, ist teilweise erwerbsgemindert § 43 Abs. 1 S. 2 SGB VI).
Wer aufgrund Krankheit oder Behinderung nicht in der Lage ist, vor Vollendung der Regelaltersgrenze mindestens drei Stunden täglich erwerbstätig zu sein, ist voll erwerbsgemindert § 43 Abs. 2 S. 2 SGB VI).
Die Minderung muss auf nicht absehbare Zeit, in Abgrenzung zu einer akuten Erkrankung, vorliegen.
Darüber hinaus müssen weitere versicherungsrechtliche Voraussetzungen erfüllt sein.
Renten wegen Erwerbsminderung sind grundsätzlich befristet zu gewähren (§ 102 Abs. 2 SGB VI).
Grundsätzlich lässt sich sagen, dass bei vorzeitigem Beginn der Rente vor dem gesetzlichen Renteneintrittsalter die Rente für die gesamte Bezugsdauer um 0,3 % pro Monat der vorzeitigen Inanspruchnahme gemindert wird. Für eine um ein Jahr früher beginnende Rente sinkt also der sonst zustehende monatliche Rentenbetrag um 3,6 Prozent. Bei Erwerbsminderungsrenten beträgt dieser Abschlag maximal 10,8 Prozent. Der Abschlag erfolgt von dem Rentenwert, der sich zum Zeitpunkt der Inanspruchnahme der vorgezogenen Altersrente ergibt, nicht von dem hochgerechneten Altersrentenwert. Die vorgezogene Rente ist im Vergleich zur Regelaltersrente aus zwei Gründen geringer:
- Einmal durch den früheren Rentenbeginn, nach dem keine Beitragszahlung mehr erfolgt,
- und dann nochmals durch den Abschlag auf diesen bereits niedrigeren Rentenwert.

Aufgrund des Ausscheidens aus dem Erwerbsleben erfolgt in den meisten Fällen keine weitere Beschäftigung und damit auch keine Beitragszahlung. Um dies auszugleichen, wird in der Erwerbsminderungsrente eine Zurechnungszeit eingerechnet. Sie soll damit jene Beiträge ersetzen, welche die Erwerbsminderung bis zum Eintritt in das Rentenalter verhindert haben. Ohne dieses Auffüllen würde die Rente ihre Eigenschaft als adäquaten Einkommensersatz verlieren. Es wird damit vermieden, dass ein Versicherter, der bereits in jungen Jahren erwerbsgemindert wurde, keinen oder nur stark reduzierten Altersrentenanspruch erhält.
Etwa 17 % aller Rentner beginnen das Rentnerdasein mit einer Rente wegen verminderter Erwerbsfähigkeit, 90 % davon wegen voller Erwerbsminderung. Die vergleichbare Regelung hieß bis 2000 „Erwerbsunfähigkeitsrente“. Die Höhe ist von den zuvor gezahlten Beiträgen abhängig, aber bis zu 10,8 % geringer als die Altersrente.
2007 zeigte eine Studie, dass Gutachter einen konstruierten Testfall völlig unterschiedlich bewerteten. 2010 bearbeitete die Deutsche Rentenversicherung 361.963 Anträge auf Erwerbsminderungsrente. Etwa die Hälfte wurde bewilligt, die andere Hälfte abgelehnt, davon 114.000 aus medizinischen Gründen.

#### Hinzuverdienst zu Erwerbsminderungsrenten
Grundsätzlich können Rentner während des Bezugs einer Erwerbsminderungsrente hinzuverdienen; bei Renten wegen teilweiser Erwerbsminderung ist dies ausdrücklich erwünscht.
Die Hinzuverdienstgrenzen berechnen sich anhand der monatlichen Bezugsgröße. Für das Jahr 2023 beträgt die Hinzuverdienstgrenze bei Renten wegen voller Erwerbsminderung 17.823,75 Euro kalenderjährlich, bei teilweiser Erwerbsminderung 35.647,50 Euro.

### Renten wegen Todes

#### Witwenrente/Witwerrente
Witwen oder Witwer haben nach dem Tod des versicherten Ehegatten Anspruch auf eine Witwen-/Witwerrente, wenn der versicherte Ehegatte die allgemeine Wartezeit erfüllt hat. Eingetragene Lebenspartnerschaften und gleichgeschlechtliche Ehen sind dem gleichgestellt.

##### Keine Rente bei Wiederheirat oder Versorgungsehe
Bei Wiederheirat entfällt der Anspruch auf die Witwen-/Witwerrente. Es kann ein Anspruch auf Witwenrentenabfindung entstehen (§ 107 SGB VI). Wird die neue Ehe geschieden, verstirbt der neue Ehepartner oder wird die Ehe für nichtig erklärt, besteht unter den sonstigen Voraussetzungen wieder Anspruch auf die vorherige Rente (Witwenrente oder Witwerrente nach dem vorletzten Ehegatten).
Witwen oder Witwer haben keinen Anspruch auf Witwenrente oder Witwerrente, wenn die Ehe nicht mindestens ein Jahr gedauert hat, es sei denn, dass nach den besonderen Umständen des Falles die Annahme nicht gerechtfertigt ist, dass es der alleinige oder überwiegende Zweck der Heirat war, einen Anspruch auf Hinterbliebenenversorgung zu begründen. Dies gilt beispielsweise bei plötzlichem unvorhersehbarem Unfalltod oder wenn zum Zeitpunkt der Eheschließung keine Kenntnis des Ehepaares von einer tödlich verlaufenden Krankheit vorlag.

##### Bestandsschutz (Altfälle)
Der Begriff „Altfall“ ist bei der Gesetzlichen Rentenversicherung nicht eindeutig. Durch mehrfache Rechtsänderungen kann man nur Bestandsschutzfälle bis zur jeweiligen Änderung betrachten.
- Als „Bestandsschutzfall 2002“ gilt, wenn ein Ehegatte vor dem 1. Januar 2002 verstorben ist oder wenn mindestens ein Ehegatte vor dem 2. Januar 1962 geboren ist und die Ehe vor dem 1. Januar 2002 geschlossen wurde. Diese Regelung besteht seit 2007 (§ 242a SGB VI).
- Als „Bestandsschutzfall 1985“ gilt, wenn ein Ehegatte vor dem 31. Dezember 1985 verstorben ist oder bis zum 31. Dezember 1988 die Weitergeltung des alten Rechts beantragt wurde.[12]

##### Kleine Witwen-/Witwerrente
Der hinterbliebene Partner erhält für längstens 24 Monate die so genannte kleine Witwen-/Witwerrente. Die Beschränkung auf 24 Monate gilt bei „Bestandsschutzfällen 2002“ nicht.

##### Große Witwen-/Witwerrente
Erfüllt der Hinterbliebene beim Tod des Versicherten oder später eine der nachfolgenden Voraussetzungen, besteht Anspruch auf die große Witwen/Witwerrente:
- mindestens 45 Jahre alt oder
- voll oder teilweise erwerbsgemindert oder
- Erziehung eines eigenen Kindes oder eines Kindes des versicherten Ehegatten, das noch keine 18 Jahre alt ist.

Die Altersgrenze von 45 Jahren für die große Witwenrente wird, wenn der Versicherte nach dem 31. Dezember 2011 verstorben ist, schrittweise bis 2029 auf 47 Jahre angehoben. Im Einzelnen siehe § 242a Abs. 5 SGB VI.

##### Höhe
Die Höhe der Witwen-/Witwerrente bemisst sich nach dem Rentenanspruch des/der verstorbenen Versicherten.
In den ersten drei (vollen) Kalendermonaten nach dem Monat, in dem der Versicherte gestorben ist, wird der Rentenanspruch in voller Höhe ausgezahlt (sogenanntes „Sterbevierteljahr“).
Daran anschließend beträgt der Anspruch bei der kleinen Witwen-/Witwerrente 25 % und bei der großen Witwen-/Witwerrente 55 % (bzw. Altfälle 60 %) des Rentenanspruchs des Verstorbenen (ggf. findet zusätzlich eine Einkommensanrechnung statt).
Hat der verstorbene Ehepartner zum Zeitpunkt seines Todes schon eine Rente bezogen, kann der Hinterbliebene innerhalb von 30 Tagen nach dem Tod bei der Deutschen Post AG einen Vorschuss auf die Witwen- oder Witwerrente beantragen. Unabhängig davon ist beim zuständigen Rentenversicherer für die Witwen-/Witwerrente ein formeller Rentenantrag zu stellen.

#### Einkommensanrechnung
Auf die Witwen-/Witwerrente wird das um einen Kürzungsbetrag verminderte eigene Einkommen, soweit es einen Freibetrag übersteigt, zu 40 % des übersteigenden Betrages angerechnet. Im Sterbevierteljahr wird noch kein Einkommen angerechnet. Bei den „Bestandschutzfällen 1985“ wird kein Einkommen, bei den „Bestandsschutzfällen 2002“ wird Erwerbseinkommen und Erwerbsersatzeinkommen berücksichtigt und bei Neufällen zusätzlich Vermögenseinkommen und Elterngeld. Der Kürzungsbetrag ist ein je nach Einkommensart unterschiedlich hoher Betrag in Höhe eines bestimmten Prozentsatzes vom Einkommen. Durch die Kürzung wird berücksichtigt, dass der Hinterbliebene Steuern und Sozialabgaben zu zahlen hat. Der Freibetrag errechnet sich aus dem 26,4-fachen des aktuellen Rentenwertes (seit 1. Juli 2022):
36,02 € × 26,4 = 950,93 € (West) bzw. 35,52 € × 26,4 = 947,73 € (Ost)  und erhöht sich für jedes minderjährige Kind um den 5,6-fachen aktuellen Rentenwert.

#### Waisenrente
Halbwaisen erhalten 10 %, Vollwaisen erhalten 20 % der auf den Todestag des Versicherten berechneten Rente wegen voller Erwerbsminderung zuzüglich eines Zuschlages nach § 78 SGB VI.
Der Anspruch auf Waisenrente besteht bis zum vollendeten 18. Lebensjahr der Waise.
Darüber hinaus wird bis zum vollendeten 27. Lebensjahr in Zeiten der Ausbildung (schulisch oder beruflich) Rente gezahlt, ebenso wenn die Waise wegen körperlicher, geistiger oder seelischer Behinderung außerstande ist, sich selbst zu unterhalten.
Während Zeiten des Freiwilligendienstes im Sinne des § 32 Abs. 4 S. 1 Nr. 2 Bst. d EStG besteht ebenfalls ein Anspruch und während Übergangszeiten zwischen zwei Ausbildungen.
Als Waisen können auch Adoptivkinder, Pflegekinder, Enkelkinder oder Geschwister anerkannt werden, wenn sie in häuslicher Gemeinschaft mit der/dem Verstorbenen gelebt haben und von ihr/ihm unterhalten wurden.
(§ 48 SGB VI)
Eine Einkommensanrechnung findet bei Waisenrenten nicht statt.

#### Erziehungsrente
Obwohl diese Rente aus der Versicherung des überlebenden (früheren) Ehegatten erbracht wird, zählt sie zu den Renten wegen Todes (§ 47 SGB VI).

### Abzüge für Kranken- und Pflegeversicherung
Pflichtversicherte in der Krankenversicherung der Rentner (KVdR) haben den allgemeinen Beitragssatz (einheitlicher Beitragssatz aller Krankenkassen; seit 2015: 14,6 % zuzüglich des kassenspezifischen Zusatzbeitrags) und die vollen Beiträge für die Pflegeversicherung an den Krankenversicherungsträger zu entrichten (Einbehalts- und Weiterleitungsverfahren durch die RV-Träger). Die Hälfte des Krankenkassenbeitrags und des Zusatzbeitrages trägt der RV-Träger. Wenn eine monatliche Rente insgesamt nicht höher als ein Zwanzigstel der monatlichen Bezugsgröße ist (2023: 169,75 € West/164,50 € Ost), werden dafür keine Kranken- und Pflegeversicherungsbeiträge einbehalten. Das ist unabhängig von anderen beitragspflichtigen Einnahmen und in § 226 Abs. 2 SGB V sowie § 57 Abs. 1 SGB XI geregelt.

### Beitragszuschuss
Freiwillig in der GKV (gesetzliche Krankenversicherung) versicherte Rentner leisten den allgemeinen Beitragssatz, inkl. Zusatzbeitrag und volle Beiträge für die Pflegeversicherung. Sie erhalten einen Zuschuss durch den RV-Träger in Höhe des halben durchschnittlichen Krankenversicherungsbeitrags, der sich aus der Rentenberechnung ergibt, zuzüglich des kassenindividuellen Zusatzbeitrags. Privat Krankenversicherte erhalten einen Zuschuss in Höhe des halben Durchschnittsbeitrags und des durchschnittlichen Zusatzbeitrags. Dieser wird auf die halben tatsächlichen Aufwendungen begrenzt (§ 106 SGB VI).

### Rentenbesteuerung
Steuerlich war bis 2004 die gesetzliche Rente nur mit dem sogenannten Ertragsanteil als Einkunftsart zu berücksichtigen. Der Ertragsanteil entspricht einer fiktiven Verzinsung der im früheren Erwerbsleben entrichteten Beiträge. Je früher der Versicherte in Rente ging, desto geringer war einerseits die absolute Rentenhöhe und desto höher war der zu versteuernde Ertragsanteil an der monatlichen Altersrente. Bei einem Rentenbeginn mit 65 Jahren galt beispielsweise ein Ertragsanteil von 27 %. Da auch bei einer sehr hohen Rente dadurch die Grundfreibeträge nicht erreicht wurden, mussten nur beim Zusammentreffen mit weiteren steuerpflichtigen Einkünften Steuern gezahlt werden.
Aufgrund des Bundesverfassungsgerichtsurteils vom 6. März 2002 (2 BvL 17/99), welches die steuerliche Gleichbehandlung von Pensionen und Renten verlangte, wird die Rentenbesteuerung seit 2005 sukzessive auf die nachgelagerte Besteuerung umgestellt. Für zum Zeitpunkt der Änderung Rentenbezieher („Bestandsrentner“) beträgt seit 2005 der steuerpflichtige Anteil 50 % auf die Bruttorente von 2004. Jede Rentenanpassung unterliegt in ihrer Höhe der Besteuerung. Bei einem Rentenbeginn im Jahr 2020 beträgt der Besteuerungsanteil bereits 80 % und steigt dann für jeden Rentnerjahrgang um 1 %-Punkt. Ab erstmaligem Rentenbeginn im Jahr 2040 werden Renten zu 100 % versteuert.
Durch das Verbot der Doppelbesteuerung werden seit 2005 die Rentenversicherungsbeiträge als Vorsorgeaufwendungen schrittweise von der Steuerlast befreit; mit einer Abzugsfähigkeit von 100 % ab dem Jahr 2025.

## Versicherungskonto
Die Deutsche Rentenversicherung führt für jeden Versicherten (über die individuelle Sozialversicherungsnummer) ein Versicherungskonto, in dem sämtliche rentenrechliche Zeiten eingetragen sind. Aus diesen werden die Renten berechnet.
Die Begriffe Versicherungsverlauf und Kontenklärung (§ 149 Abs. 3–5 SGB VI), Renteninformation und Rentenauskunft (§ 109 SGB VI) sowie Feststellungsbescheid (§ 149 Abs. 5 SGB VI) werden im Weiteren näher erklärt.

### Versicherungsverlauf und Kontenklärung
Der Versicherungsverlauf ist ein vom Versicherungsträger erstellter Nachweis über die im Versicherungskonto eines Versicherten gespeicherten Daten über rentenrechtliche Zeiten. Zur Kontenklärung wird der „aktuelle“ Versicherungsverlauf als Aufstellung an den Versicherten übersandt. Daraus kann entnommen werden, ob alle rentenrechtlichen Zeiten bei der Deutschen Rentenversicherung bekannt sind. Dem Versicherungsverlauf sind die üblicherweise erforderlichen Antragsvordrucke oder ein vorbereiteter Antwortbogen beigefügt. Fehlende rentenrechtliche Zeiten (Lückenauskunft) können nach Eingang der Antwort des Versicherten von den Leistungsträgern ergänzt oder unrichtig festgestellte Sachverhalte berichtigt werden. Das Verfahren ist in § 149 SGB VI gesetzlich geregelt.
Abschließend wird ein rechtsbehelfsfähiger Bescheid (Feststellungsbescheid) erteilt, womit der Versicherungsverlauf seitens des Versicherungsträgers verbindlich festgestellt wird. Das Versicherungskonto gilt danach hinsichtlich der darin enthaltenen und nicht bereits früher festgestellten Daten, die länger als sechs Kalenderjahre zurückliegen, als geklärt. Ergänzungen und Berichtigungen auf Antrag des Versicherten sind jedoch weiterhin möglich.

### Renteninformation und Rentenauskunft
Seit 2005 versenden die Rentenversicherungsträger die Renteninformation nach § 109 SGB VI an die Versicherten, die das 27. Lebensjahr vollendet haben und die Wartezeit von 5 Jahren erfüllt haben. Die Renteninformation gibt den Versicherten Auskunft über die aktuellen Rentenansprüche. Dabei wird unterschieden zwischen einem vorgezogenen Beginn bei voller Erwerbsminderung und der Höhe der künftigen regulären Altersrente, wenn die aktuellen Bedingungen sich nicht verändern würden, d. h. durch Gesetzes- oder Gehaltsänderungen. Generell wird dabei auf die Versorgungslücke hingewiesen, den aktuellen Nettolohn und der zu erwartenden niedrigeren Rente und des Kaufkraftverlustes durch die auch künftig zu erwartende Inflation.
Ab Vollendung des 55. Lebensjahres wird die Renteninformation alle drei Jahre durch die Rentenauskunft ersetzt, die deutlich ausführlicher ist. In der Rentenauskunft enthalten sind u. a. der Versicherungsverlauf und die Lückenauskunft.

### Grundlage der Rentenberechnung
Grundlage der Rentenberechnung sind die im Versicherungsverlauf des Versicherten enthaltenen rentenrechtlichen Zeiten, die im Verfahren zur Kontenklärung abschließend durch Bescheid nach § 149 Abs. 5 SGB VI verbindlich festgestellt worden sind, sowie danach vorgenommene Ergänzungen und in das Versicherungskonto durch Datenübermittlung eingelaufene „rentenrechtliche Zeiten“.

### Beitragserstattung
Die Beitragserstattung kann für bestimmte Personengruppen auf Antrag geschehen und ist in § 210 SGB VI) geregelt.
Zur Erstattung berechtigt sind Personen, die entweder anderweitig versorgt und dadurch von der Versicherungspflicht in der gesetzlichen Rentenversicherung befreit bzw. versicherungsfrei sind (Beamte oder Versorgte über Kammerberufe) oder nicht mehr die Möglichkeit zur Beitragszahlung haben (Regelaltersgrenze erreicht oder verstorben und die allgemeine Wartezeit nicht erfüllt). Beiträge werden erst erstattet, wenn nach dem Ausscheiden aus der Versicherungspflicht eine Wartefrist von 24 Kalendermonaten verstrichen ist. Sie werden in der Höhe erstattet, in der die Versicherten sie getragen haben; der Arbeitgeberanteil wird nicht erstattet. Auch Beitragszeiten für Kindererziehung oder Wehr/Zivildienst werden nicht erstattet, da der Versicherte an der Beitragstragung nicht beteiligt war.

### Datenabruf mit dem neuen Personalausweis
Mittels des elektronischen Personalausweises, der über die Funktion des elektronischen Identitätsnachweises verfügt, ist es mit einer AusweisApp möglich, bei der Rentenversicherung einen Versicherungsverlauf, eine Renteninformation, eine Rentenauskunft, eine Bescheinigung über die Höhe der Rente oder auch einen Rentenausweis über das Internet abzurufen.

## Finanzierung der Rentenversicherung

### Beiträge
Grundsätzlich wird die Rentenversicherung durch Beiträge finanziert, die bei versicherungspflichtigen Beschäftigten je zur Hälfte von Arbeitnehmern und Arbeitgebern getragen werden (Ausnahme: in der Knappschaftsversicherung trägt der Arbeitgeber die Differenz zwischen dem Anteil des Arbeitnehmers zum allgemeinen Beitragssatz und dem Gesamtbetrag zum knappschaftlichen Beitragssatz). Der Beitrag wird durch die zuständige Einzugsstelle erhoben und an den zuständigen Rentenversicherungsträger gezahlt. Freiwillig Versicherte und versicherungspflichtige Selbständige tragen den vollen Beitrag allein (§§ 171, 169 Nr. 1 SGB VI). Besonderheiten gibt es in der Künstlersozialversicherung und für Geringfügige Beschäftigung.
Außerdem können Beschäftigte ab dem 50. Lebensjahr Zusatzbeiträge leisten, um somit ohne Abschläge früher in Rente gehen zu können bzw. nach Erreichen der Regelaltersgrenze eine höhere Rente zu erhalten.

### Beitragssatz

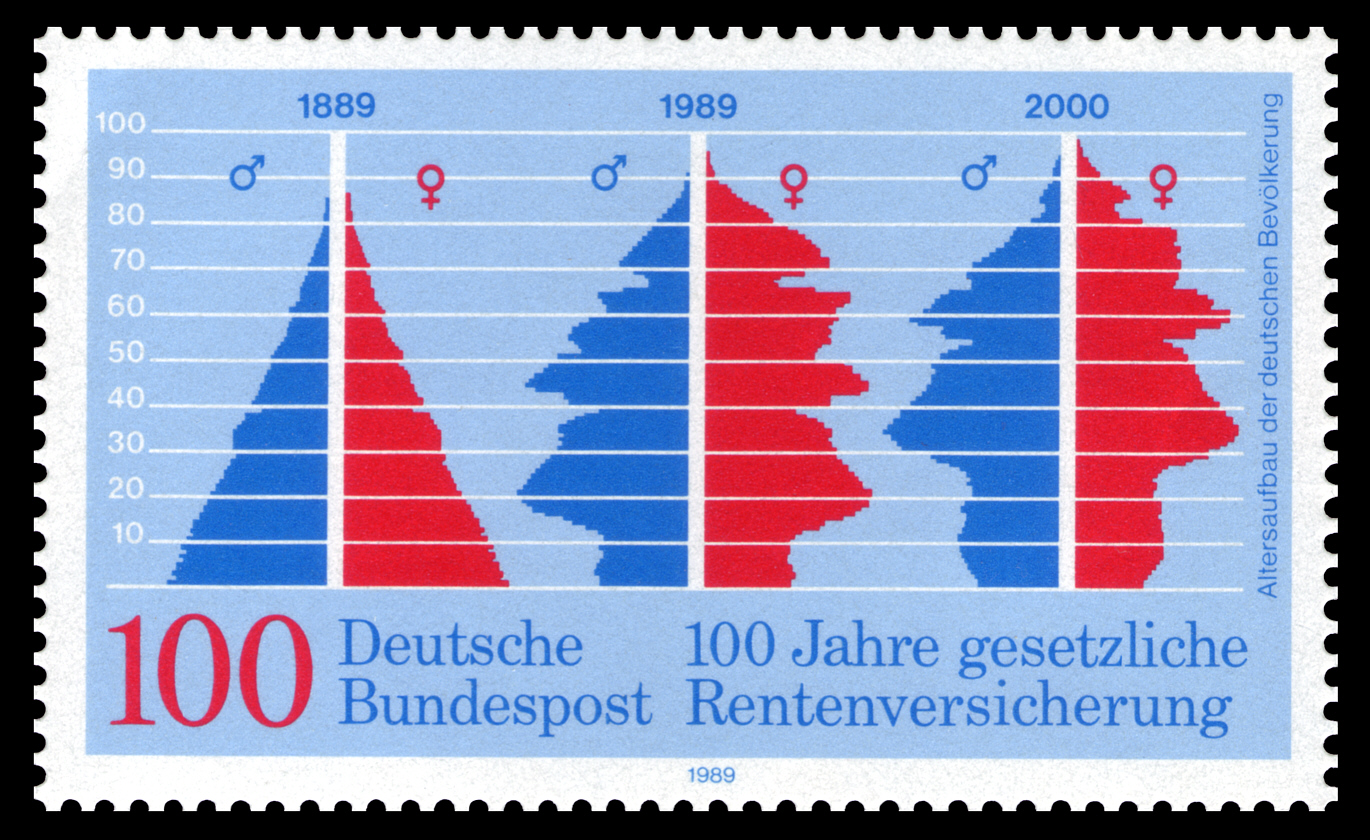
100 Jahre Gesetzliche Rentenversicherung: deutsche Briefmarke von 1989

Der Rentenversicherungsbeitrag wird nach einem Beitragssatz prozentual von den beitragspflichtigen Einnahmen erhoben, die bis zur Beitragsbemessungsgrenze berücksichtigt werden. Seit dem 1. Januar 2018 betragen die Beitragssätze in der allgemeinen Rentenversicherung 18,6 % und in der knappschaftlichen Rentenversicherung 24,7 %. Sie haben sich seither nicht verändert (Stand 2021).

### Beitragsbemessungsgrenze
Die Beitragsbemessungsgrenze wird jährlich von der Bundesregierung durch Rechtsverordnung angepasst, und zwar in dem Verhältnis, in dem die Bruttolöhne und -gehälter je Arbeitnehmer im vergangenen zu den entsprechenden Bruttolöhnen und -gehältern im vorvergangenen Kalenderjahr stehen.
Für 2021 liegt die Beitragsbemessungsgrenze in den alten Bundesländern bei 7.100 Euro pro Monat (85.200 Euro pro Jahr), in den neuen Bundesländern bei 6.700 Euro pro Monat (80.400 Euro pro Jahr). In der knappschaftlichen Rentenversicherung lag sie 2020 in den alten Bundesländern bei 8.700 Euro pro Monat (104.400 Euro pro Jahr) und in den neuen Bundesländern bei 8.250 Euro pro Monat (99.000 Euro pro Jahr).

### Bundeszuschuss
| Jahr | Gesamt            | Allgemein         | Zusätzlich        |
| Jahr | in Millionen Euro | in Millionen Euro | in Millionen Euro |
| ---- | ----------------- | ----------------- | ----------------- |
| 2006 | 54.909            | 37.446            | 17.463            |
| 2007 | 55.944            | 38.080            | 17.864            |
| 2008 | 56.430            | 38.240            | 18.190            |
| 2009 | 57.333            | 38.653            | 18.680            |
| 2010 | 58.980            | 39.885            | 19.096            |
| 2011 | 58.882            | 39.641            | 19.241            |
| 2012 | 60.018            | 39.895            | 20.123            |
| 2013 | 59.852            | 38.863            | 20.990            |
| 2014 | 61.335            | 39.813            | 21.522            |
| 2015 | 62.433            | 40.230            | 22.203            |
| 2016 | 64.469            | 41.362            | 23.107            |
| 2017 | 67.793            | 43.791            | 24.001            |
| 2018 | 69.505            | 44.590            | 24.915            |
| 2019 | 72.305            | 46.218            | 26.087            |
| 2020 | 75.302            | 48.154            | 27.148            |
| 2021 | 78.868            | 51.395            | 27.473            |
| 2022 | 81.025            | 51.894            | 29.131            |

| Jahr | Kinder- erziehungs- zeiten | AAÜG              | Knapp- schaft     |
| Jahr | in Millionen Euro          | in Millionen Euro | in Millionen Euro |
| ---- | -------------------------- | ----------------- | ----------------- |
| 2006 | 11.393                     | 4.161             | 6.449             |
| 2007 | 11.548                     | 4.099             | 6.273             |
| 2008 | 11.478                     | 4.191             | 6.088             |
| 2009 | 11.466                     | 4.271             | 6.032             |
| 2010 | 11.637                     | 4.329             | 5.906             |
| 2011 | 11.574                     | 4.811             | 5.693             |
| 2012 | 11.628                     | 4.613             | 5.551             |
| 2013 | 11.585                     | 4.691             | 5.423             |
| 2014 | 11.858                     | 4.797             | 5.304             |
| 2015 | 12.149                     | 4.909             | 5.268             |
| 2016 | 12.530                     | 5.082             | 5.240             |
| 2017 | 13.211                     | 5.276             | 5.254             |
| 2018 | 14.297                     | 5.395             | 5.259             |
| 2019 | 15.392                     | 5.559             | 5.256             |

Die Beiträge der Arbeitnehmer und Arbeitgeber werden zum Ausgleich der versicherungsfremden Leistungen aus Steuermitteln ergänzt (Bundeszuschuss). Außerdem wird seit 1998 eine Pauschale für nicht beitragsgedeckte Leistungen gezahlt, die durch Mehrwertsteuererhöhungen refinanziert wird. Seit 1999 wird dieser Zuschuss durch einen Erhöhungsbetrag zum zusätzlichen Zuschuss ergänzt, der am Anfang aus Mitteln nach dem Gesetz zur Fortführung der ökologischen Steuerreform gespeist wurde. Darüber hinaus fallen Erstattungen für zweckgebundene durchlaufende Posten in jenen Fällen an, in denen die GRV für den Bund Leistungen erbringt. Dazu gehören beispielsweise Kindererziehungszeiten ab 1992, Rentenzuschläge und Leistungen nach dem Anspruchs- und Anwartschaftsüberführungsgesetz (AAÜG – Überleitungsgesetz für DDR-Renten) und Knappschaftsrenten.
Während der allgemeine Bundeszuschuss wegen der Erfüllung gesamtgesellschaftlicher Aufgaben durch die GRV einer allgemeinen Entlastungs- und Ausgleichs- sowie Sicherungsfunktion dient, erfolgt die Zahlung des zusätzlichen Zuschusses ausdrücklich zur Abdeckung nicht beitragsgedeckter Leistungen und Senkung von Lohnzusatzkosten. So betrugen beispielsweise im Jahr 2010 die vom Bund zur allgemeinen GRV aufgebrachten Mittel (ohne durchlaufende Posten) 58,9 Milliarden Euro. Daneben fielen 2010 weitere Zuschüsse für Kindererziehungszeiten in Höhe von 11,6 Milliarden Euro, Erstattung einigungsbedingter Leistungen in Höhe von 0,32 Milliarden Euro, Erstattung für das AAÜG in Höhe von 4,3 Milliarden Euro sowie für den Zuschuss für die Knappschaft in Höhe von 5,9 Milliarden Euro an. Damit machten im Jahre 2010 die summierten Bundesmittel etwa 81,2 Milliarden Euro aus.
Die Belastung des Bundeshaushaltes führt immer wieder zu Forderungen nach Absenkung der Zuschüsse und realen Kürzungen aller Renten der GRV über das Sozial- und Steuersystem. Die Rechtsprechung des Bundesverfassungsgerichts hat wegen des hohen Steueranteils sogar eine Art steuerlicher Gleichbehandlung von Renten der GRV mit Altersbezügen der Beamte des Öffentlichen Dienstes gesehen. Diesen Argumentationen der übermäßigen steuerlichen Begünstigung der gesetzlichen Renten wird entgegengehalten, dass das Verfassungsgericht die Haushaltslage der GRV mit den individuellen Ansprüchen der Beitragszahler verwechselt hat und dass der Gesetzgeber eine Fülle von Leistungen beschlossen hat, die durch die Bundeszuschüsse nicht voll gedeckt seien. Außerdem würden diese nicht beitragsgedeckten Leistungen in sehr vielen Fällen solchen Empfängern zugutekommen, die im versicherungstechnischen Sinne nicht zu der Risikogemeinschaft jener die Rentenversicherung tragenden Versichertengemeinschaft gehören. Der überwiegende Teil der Rentner habe durch regelmäßige Beitragsleistungen die eignen Rentenbezüge selbst finanziert und trage trotz der Zuschüsse sogar Lasten allgemein sozialpolitischer Art, die eigentlich aus dem Staatshaushalt finanziert werden müssten.
Die versicherungsfremden Lasten in der GRV, die aus dem Bundeszuschuss zum Teil abgedeckt werden, d. h. ohne dass die Rentner dafür versicherungstechnisch äquivalente Beiträge gezahlt haben, setzen sich zum Beispiel zusammen aus folgenden Positionen:
- Familienausgleich (Kinderzeiten für vor 1921 geborene Frauen, Waisenrenten)
- Berücksichtigungszeiten, Kindererziehungszeiten, Zuschläge zur Witwenrente bei Müttern
- Renten wegen Todes (außer Splittingrenten)
- Renten für Ersatzzeiten (Kriegsdienst, Gefangenschaft)
- Integration von Vertriebenen und Aussiedlern
- Transfers in die neuen Bundesländer
- Beteiligung an Absicherung bei Arbeitslosigkeit, Renten wegen Arbeitsmarktlage
- Vorgezogene Renten (z. B. bei Altersteilzeit)
- Mindestrenten
- Anerkennung für Ausbildungszeiten, Höherbewertung der ersten drei Versicherungsjahre
- Ansprüche Behinderter in geschützten Einrichtungen
- Krankenversicherung der Rentner (KVdR), (die Pflegeversicherung der Rentner (PVdR) tragen die Rentner selbst)
- Zusatzabkommen mit USA, Israel, Kanada
- Rentenanteile, soweit sie in der Höhe des Barwertes der Rente bezogen auf die Lebenserwartung von der durchschnittlichen Lebenserwartung einer Mannesrente ab 65. bzw. 67. Lebensjahren abweichen
- Durchlaufende Posten, bei denen die GRV nur als Verwalter tätig ist (Knappschaftzuschüsse, DDR-Zusatzversorgung)

Neben diesen über den allgemeinen Haushalt zu finanzierenden Posten hat der Bund im Rahmen seiner Finanzverantwortung außerdem Bundesmittel bereitzustellen für
- Demografische Last
- Organisations- und Gestaltungshoheit durch den Bund
- Mitfinanzierung anderer Sozialsysteme durch die GRV (Reha, Berufsförderung)
- Anteilige Verwaltungskosten für fremde Leistungen

Die versicherungsfremden Leistungen wurden 2011 nur teilweise aus Bundesmitteln bezahlt. Das Karl-Braeuer-Institut errechnete für 2011 eine Deckungslücke von rund 7 Mrd. Euro, was einer überhöhten Belastung der Beitragszahler um etwa 0,8 Prozentpunkte des Beitragssatzes entspreche. Der pauschale Beitrag des Bundes wurde auch im Zusammenhang mit der ab dem 1. Juli 2014 geltenden Verlängerung der Kindererziehungszeiten für vor dem 1. Januar 1992 geborene Kinder von 12 auf 24 Monate (so genannte „Mütterrente“) nicht erhöht, obwohl die Bundesregierung für diese Maßnahme jährliche Mehrausgaben von ca. 6,7 Mrd. Euro prognostizierte. Unter anderem wegen der zusätzlichen Leistungen für Kindererziehung wird lediglich der allgemeine Bundeszuschuss in den Jahren 2019 bis 2022 jeweils um 400 Mio. Euro erhöht.
Geht man für die Zweckbestimmung der GRV davon aus, dass sie die Versorgung ihrer Versicherten im Alter und bei Invalidität sicherstellen soll, dann zeigt sich deutlich, dass die nicht beitragsgedeckten Leistungen bei begünstigten Renten einen allgemeinen sozialpolitischen Hintergrund haben. Mit der Versichertengemeinschaft der beitragszahlenden Arbeitnehmer in der GRV haben sie nur im Rahmen allgemeiner staatlicher Fürsorge, die alle Bürger betrifft, zu tun. Leistungen staatlicher Fürsorge sind nach allgemeiner Auffassung jedoch aus dem Staatshaushalt zu finanzieren.
Die Rentner in den neuen Bundesländern hierbei pauschal als Subventionsempfänger aufzuführen, weil deren Bewohner „in die westdeutsche GRV niemals eingezahlt haben“, scheint einigen Quellen nicht gerechtfertigt, weil damit der Eindruck erweckt wird, als müssten die westdeutschen Beitragszahler oder die Bundeskasse alle dortigen Renten finanzieren. Weil es sich um eine Umlagefinanzierung handelt, begannen am Tage der Wiedervereinigung die Beitragszahlung der dortigen Pflichtversicherten und die Zahlung der dortigen Renten. Durch den Einbruch bei den Beiträgen durch die Arbeitslosigkeit, letzteres jedoch in stärkerem Maße als in den alten Bundesländern ist tatsächlich ein größerer Zuschuss aus Steuermitteln erforderlich, der jedoch genau so zu bewerten ist wie andere Wiedervereinigungskosten.

### Reserven
Die Finanzierung der Rentenversicherung erfolgt im Umlageverfahren. Laufende Beiträge, verwaltet von den Trägern der Deutschen Rentenversicherung (früher: BfA, Landesversicherungsanstalten, Bahnversicherungsanstalt, Bundesknappschaft und Seekasse) werden unmittelbar als Renten ausbezahlt. Um die jederzeitige Zahlungsfähigkeit sicherzustellen, gibt es die so genannte Nachhaltigkeitsrücklage. Sie setzt sich aus überschüssigen Betriebsmitteln und angesammelten Rücklagen zusammen.

### Rechengrößen der Rentenversicherung
Aufgrund der Einkommensentwicklung der Vorjahre werden jährlich die Rechengrößen der Sozialversicherung für das Folgejahr durch Rechtsverordnung festgesetzt. Für die gesetzliche Rentenversicherung sind die Bezugsgröße und die Beitragsbemessungsgrenze von Bedeutung.

### Einnahmen und Ausgaben
|                                                           | 2000      | 2000   | 2010      | 2010   | 2020      | 2020   |
|                                                           | in Mio. € | in %   | in Mio. € | in %   | in Mio. € | in %   |
| Gesamteinnahmen                                           | 214.566   | 100,00 | 251.254   | 100,00 | 334.413   | 100,00 |
| Beitragseinnahmen (Versicherte und Arbeitgeber)           | 163.367   | 76,13  | 185.288   | 73,75  | 252.730   | 75,57  |
| Bundeszuschüsse für Rentenleistungen ohne eigene Beiträge | 40.717    | 18,98  | 45.791    | 18,22  | 53.396    | 15,97  |
| Zusätzliche Bundeszuschüsse                               | 9.078     | 4,23   | 19.095    | 7,60   | 27.149    | 8,12   |
| Erstattungen                                              | 658       | 0,31   | 769       | 0,31   | 1.030     | 0,31   |
| Vermögenserträge                                          | 602       | 0,28   | 99        | 0,04   | −104      | −0,03  |
| Sonstige Einnahmen                                        | 144       | 0,07   | 212       | 0,08   | 213       | 0,06   |
|                                                           |           |        |           |        |           |        |
| Gesamtausgaben                                            | 213.986   | 99,73  | 249.197   | 99,18  | 338.300   | 101,16 |
| Rentenausgaben1                                           | 190.198   | 88,64  | 224.352   | 89,29  | 303.676   | 90,81  |
| Kindererziehungsleistungen                                | 1.092     | 0,51   | 258       | 0,10   | 33        | 0,01   |
| Leistungen zur Teilhabe                                   | 4.404     | 2,05   | 5.379     | 2,14   | 6.883     | 2,06   |
| Krankenversicherung der Rentner                           | 12.831    | 5,98   | 15.251    | 6,07   | 23.056    | 6,89   |
| Pflegeversicherung                                        | 1.561     | 0,73   | –         | 0,00   | –         | –      |
| Verwaltungs- und Verfahrenskosten                         | 3.509     | 1,64   | 3.521     | 1,40   | 4.183     | 1,22   |
| Beitragserstattungen                                      | 193       | 0,09   | 110       | 0,05   | 77        | 0,02   |
| Sonstige Ausgaben                                         | 198       | 0,09   | 326       | 0,13   | 393       | 0,12   |
|                                                           |           |        |           |        |           |        |
| Einnahmenüberschuss                                       | 579       | 0,27   | 2.057     | 0,82   | -3.887    | −1,16  |

Erläuterung:
1Summe der Bruttorenten; vor Abzug des Eigenanteils der Rentner an der Sozialversicherung.
Quelle: Geschäfts- und Rechnungsergebnisse der gesetzlichen Rentenversicherung, Bundesministerium für Arbeit und Soziales

## Geschichte

### Anfänge
Zünfte und Gilden im Mittelalter kannten bereits Selbsthilfeeinrichtungen auf gemeinschaftlicher Grundlage. Handwerk und Bergbau gelten als früheste Vorläufer der heutigen Sozialversicherung. Das Gesetz über die Vereinigung der Berg-, Hütten- und Salinenarbeiter in Knappschaften vom 10. April 1854 war die erste landesgesetzliche, öffentlich-rechtliche Arbeiterversicherung. Mit diesem Gesetz wurden die Knappschaftskassen einheitlich organisiert und obligatorisch eingeführt. Die Bergarbeiter wurden zur Beitragszahlung verpflichtet und die Mindestleistung der Kasse festgelegt. Durch eine Kaiserliche Botschaft Wilhelms I. vom 17. November 1881 wurde der Aufbau einer Arbeiterversicherung eingeleitet, in der Arbeiter gegen Krankheit, Unfall und materielle Not bei Invalidität oder im Alter versichert werden.

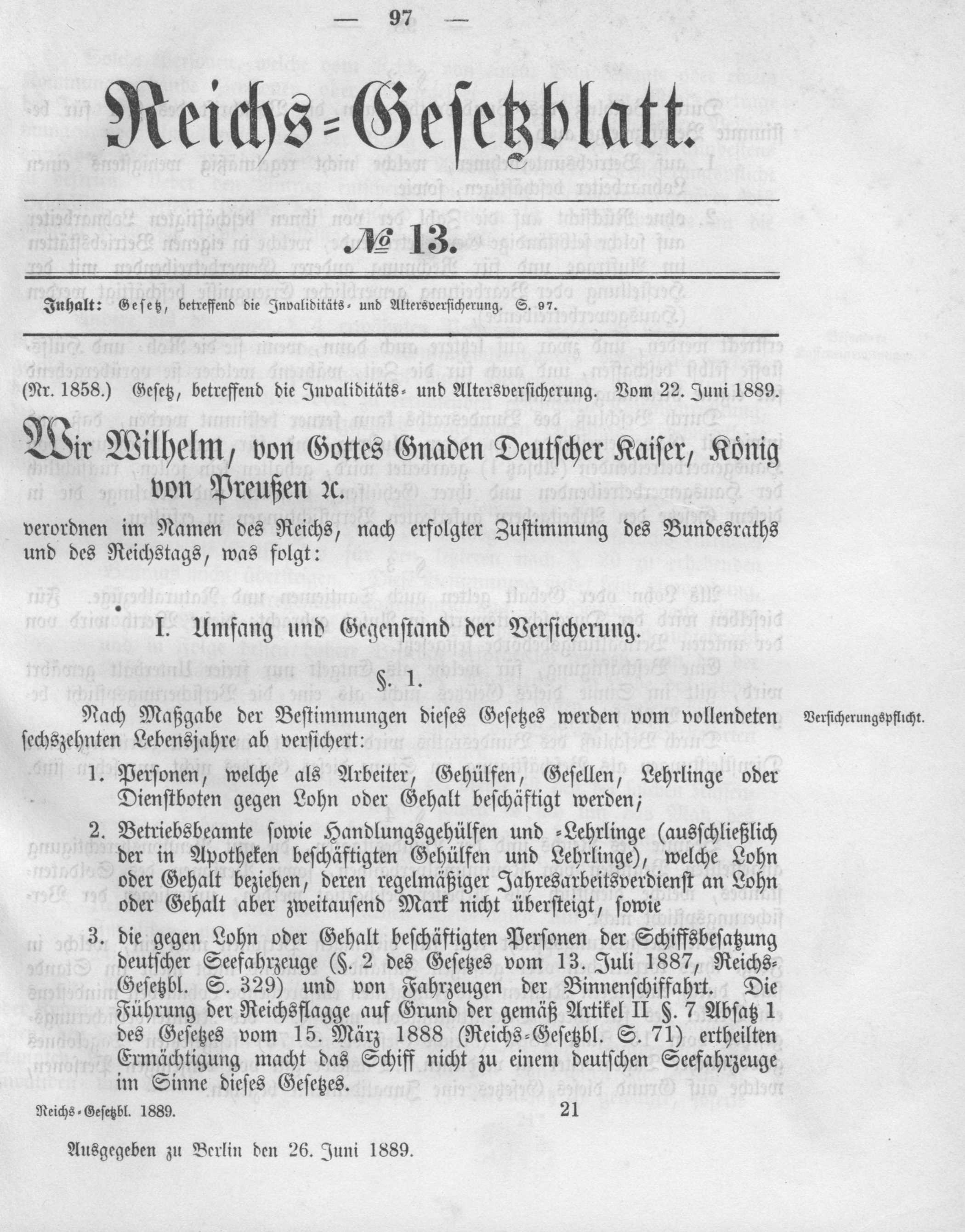
Gesetz, betreffend die Invaliditäts- und Altersversicherung, veröffentlicht am 26. Juni 1889 im Reichsgesetzblatt

Die Verabschiedung des Gesetzes, betreffend die Invaliditäts- und Altersversicherung am 22. Juni 1889 (nach Beschlussfassung am 24. Mai 1889) wurde durch den Reichstag zum 1. Januar 1891 als Rentenversicherung der Arbeiter (RV) eingeführt. Sie sah eine Altersrente ab dem 70. Lebensjahr vor (bei einer wesentlich geringeren Lebenserwartung als heute) sowie eine Invalidenrente bei Erwerbsunfähigkeit. Voraussetzung für die Altersrente waren mindestens 30 Jahre Beitragszahlung (mit der damals üblichen 60-Stunden-Woche). Dieser Versicherungszweig war nach Einführung der Regelungen zur Krankenversicherung (1883) und der Unfallversicherung (1884) die letzte Regelung zur Sozialversicherung Otto von Bismarcks. Dieser begründete die Entscheidung für eine rein staatliche und eben nicht privatwirtschaftliche Organisation der Rentenversicherung damit, dass man nicht den „Sparpfennig der Armen“ einem Konkursrisiko aussetzen oder gestatten könne, „dass ein Abzug von den Beiträgen als Dividende und zur Verzinsung von Aktien gezahlt würde“.
Bei Einführung der Rentenversicherung im Jahr 1891 betrug der Beitragssatz 1,7 %, finanziert zu je einem Drittel von den Arbeitnehmern, den Arbeitgebern und staatlichen Zuschüssen, also Steuergeldern. Damals verdiente ein ungelernter Arbeiter 80 Mark im Monat (heutige Kaufkraft: 649 Euro) und musste dafür 1/3 von 1,7 %, also 0,567 % als Arbeitnehmerbeitrag abführen, das waren monatlich 0.45 Mark (heutige Kaufkraft: 3,65 Euro). Die Versicherungspflicht galt anfänglich nur bis zu einem Jahreseinkommen von 2000 Mark (heutige Kaufkraft: 16.213 Euro), was monatlich 167 Mark (heutige Kaufkraft: 1.354 Euro) entspricht, womit damals alle Arbeiter („gewerblich“ Tätigen) erfasst waren sowie die „kleinen“ Angestellten. Heimarbeitskräfte und die vielen – überwiegend weiblichen – mithelfenden Familienangehörigen sowie sehr gering verdienende Angestellte mit weniger als 2000 Reichsmark Jahreseinkommen waren nicht erfasst; Selbstständige konnten freiwillig in die Versicherung aufgenommen werden und für Beamte gab es gesonderte Regelungen zur Beamtenversorgung.

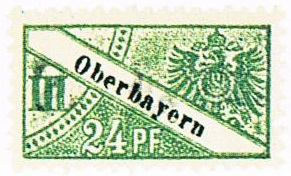
Beitragsmarke der LVA Oberbayern (Beitragsklasse III, verwendbar in der Zeit vom 1. Januar 1891 – 31. Dezember 1899) für die Invalidenversicherung

Die Beitragszahlung erfolgte anfangs durch Verwendung von Beitragsmarken, die vom Arbeitgeber erworben wurden, um von ihm in die Quittungskarte des versicherungspflichtig Beschäftigten eingeklebt zu werden. Die zeitliche Zuordnung des Beitrags erfolgte durch handschriftlichen Eintrag eines Datums auf der Beitragsmarke. In der Invalidenversicherung wurden Wochenmarken (für eine oder mehrere Wochen), in der Angestelltenversicherung wurden Monatsmarken verwendet. Das Beitragsmarkenverfahren wurde für Pflichtversicherte der Invalidenversicherung durch das zum 29. Juni 1942 eingeführte Lohnabzugsverfahren abgelöst. Die übrigen Versicherten mussten noch bis 1974 Beitragsmarken verwenden.
Schon bald setzten Bemühungen ein, die sozialen Versicherungen allseitig und umfassend zu ordnen. Dies geschah mit der Reichsversicherungsordnung vom 9. Juni 1911, in deren Viertem Buch das Recht der Rentenversicherung der Arbeiter geregelt wurde und Hinterbliebenenrenten eingeführt wurden.
Durch das Versicherungsgesetz für Angestellte vom 20. Dezember 1911 wurde für die Angestellten eine eigenständige Rentenversicherung eingeführt. Das Invaliditäts- und Alterssicherungsgesetz hatte zwar auch schon die als Angestellte beschäftigten Arbeitnehmer in die Versicherungspflicht einbezogen. Der Berufsstand der Angestellten forderte aber eine selbstständige und unabhängige Angestelltenversicherung mit eigenem Versicherungsträger. Mit dem Versicherungsgesetz für Angestellte, das am 1. Januar 1913 in Kraft trat, wurde die Forderung (der Angestellten) schließlich gesetzgeberisch erfüllt.
Im Jahr 1916 wurde die Rentenaltersgrenze von 70 auf 65 Jahre herabgesetzt.

### Historische finanzielle Probleme
Das nur auf Ansparen gegründete System konnte nicht lange durchgehalten werden. Nach dem Ersten Weltkrieg wurden die Reserven durch die darauf folgende Hyperinflation weitgehend entwertet. So war das Reinvermögen der Deutschen Rentenbank von 2,12 Mrd. Mark (im Jahre 1914) binnen eines Jahrzehnts auf einen Rest von nur noch 14,6 % dieser Summe zusammengeschmolzen. Bereits damals begann man, in gewissem Umfang Rentenzahlungen aus eingehenden Beiträgen zu finanzieren, und der Staat half mit Steuermitteln aus. Dennoch waren massive Leistungskürzungen, insbesondere infolge der Weltwirtschaftskrise (1929–1933), unvermeidlich. Die gesetzliche Rentenversicherung war weit davon entfernt, den vorherigen Lebensstandard im Alter zu garantieren, sondern kaum mehr als ein kleines Zubrot. Hauptsächliche Quelle von Alterseinkünften waren mehr denn je Leistungen der eigenen Kinder oder aber, im äußersten Notfall, der staatlichen Fürsorge. Während der NS-Zeit wurden sogar Mittel aus den Sozialsystemen für andere Projekte (insbesondere die Rüstung) zweckentfremdet.
Auch nach dem Zweiten Weltkrieg wurde das System zunächst beibehalten. Die Rente hatte damals weitgehend Unterstützungsfunktion und wurde – mangels Rücklagen – bis zu 50 % aus Steuermitteln finanziert.

### Umlagefinanzierung
Erst mit der Rentenreform 1957 erfolgte der Übergang zum System der noch heute bestehenden Umlagefinanzierung: Statt Rücklagen zu bilden, waren anfangs – je zur Hälfte von den Arbeitgebern und von den Pflichtmitgliedern der gesetzlichen Rentenversicherung – 14 % des Bruttolohnes zu zahlen, die sofort für Rentenzahlungen verwendet wurden. Das ermöglichte eine sofortige, deutliche Rentenerhöhung und fortan eine dynamische Anpassung der Rentenhöhe an die Bruttolohnentwicklung. Die damals wesentlichen Argumente für das Umlagesystem waren, dass sofort Renten gezahlt werden können, dass kein Kapitalvermögen durch Kriege oder Wirtschaftskrisen vernichtet werden kann, dass ein Ansparen von Kapital im gesamtvolkswirtschaftlichen Maßstab ohnehin nicht möglich sei (Mackenroth-Theorem) und der Staat die Beitragszahlung durch die aktive mittlere Generation immer durchsetzen könne.
Mit solchen Begründungen wurden Umlagesysteme seit der Weltwirtschaftskrise und in der Nachkriegszeit auch in einer Reihe anderer Länder eingeführt, etwa in den USA 1936 als Teil des New Deal, in Japan, Österreich und der Schweiz.
Weil keine Rücklagen gebildet werden, setzt ein Umlagesystem aber auch die Existenz einer nachfolgenden Generation voraus, deren Angehörige versicherungspflichtig tätig sind und vor allem ausreichend Beiträge zahlen. In Zeiten hoher Arbeitslosigkeit, langsam wachsender Arbeitsentgelte und schrumpfender Erwerbstätigenzahlen sowie höherer Lebenserwartung, kommen solche Systeme jedoch unter Finanzierungsdruck, insbesondere weil Arbeitnehmer mit höherem Arbeitseinkommen nur mit Beiträgen bis zur Beitragsbemessungsgrenze einzahlen sowie Selbstständige und Beamte gänzlich von der Beitragspflicht ausgenommen sind, was für diese letztgenannten Gruppen allerdings auch zu keiner Rentenanwartschaft und damit zu keiner künftigen finanziellen Belastung der Rentenversicherung führt.
Die Reform beruhte maßgeblich auf einer Studie von Professor Wilfrid Schreiber, dessen Konzept allerdings nur unvollständig umgesetzt wurde. Die Studie forderte, dass die „Gesamtheit aller Arbeitstätigen“ einbezogen werden sollte, also auch die „selbstständigen Arbeitstätigen“. Außerdem sollte die Beitragsbemessungsgrenze, also die Einkommensgrenze der Versicherungspflicht, ganz aufgehoben werden. Durch beide Maßnahmen sollte die gesetzliche Rentenversicherung auf ein möglichst großes Fundament gestellt werden, „um die Stetigkeit ihrer Rechnungsgrundlagen über alle möglichen Strukturveränderungen der Wirtschaftsgesellschaft und ihrer Zusammensetzung nach Beruf und Erwerbsart“ sicherzustellen. Schreiber hatte außerdem eine Kinderrente sowie eine Beitragsverdoppelung für Kinderlose vorgesehen, um die Familien finanziell zu entlasten und so den von der jeweils nächsten Generation abhängigen Fortbestand des Systems zu sichern. Der damalige Bundeskanzler Konrad Adenauer lehnte diese Komponenten jedoch ab und setzte sich gegen Bedenken etwa von Ludwig Erhard durch.

### Überführung der Anwartschaften aus der DDR in die BRD
Mit der Vereinigung der beiden deutschen Staaten zum 3. Oktober 1990 bestand auch die Notwendigkeit, die Rentenansprüche aus den Versorgungssystemen der DDR in bundesdeutsches Recht zu überführen. Dies wurde im Einigungsvertrag vereinbart und mit dem Rentenüberleitungsgesetz sowie dem Anspruchs- und Anwartschaftsüberführungsgesetz entsprechend umgesetzt. Dies umfasste neben der Rentenversicherung der DDR auch die Sonder- und Zusatzversorgungssysteme der DDR.

### Vereinigung der Rentenversicherungen für Arbeiter und Angestellte
Mit dem Rentenreformgesetz vom 18. Dezember 1989 wurde das Recht der gesetzlichen Rentenversicherung mit Wirkung zum 1. Januar 1992 als Sechstes Buch in das SGB eingestellt und die separaten Rentengesetze für die Rentenversicherung der Arbeiter (Viertes Buch der Reichsversicherungsordnung (RVO)) und der Angestellten (Angestelltenversicherungsgesetz) aufgehoben. Dieser Schritt vereinheitlichte das Rentenrecht und war somit mehr als nur eine Umbenennung der Gesetzbücher.
Das zum 1. Januar 2005 in Kraft getretene „Gesetz zur Reform der Organisation in der gesetzlichen Rentenversicherung“ hob auch organisatorisch den Unterschied zwischen den Rentenversicherungen für Arbeiter und Angestellte auf, die zuvor von den Landesversicherungsanstalten und der Bundesversicherungsanstalt für Angestellte getrennt betreut wurden.

### Finanzierungsdruck und Reformen
Nachdem die Rentenreformen von den 1950er bis in die 1970er Jahre hin zu massiven Erhöhungen des Rentenniveaus geführt haben, waren die Rentenreformen seit Anfang der 1980er Jahre mit Kürzungen der nach dem Umlageverfahren gezahlten Leistungen mindestens für einen Teil der gegenwärtigen und der künftigen Rentenbezieher verbunden. Kritiker bezeichnen den Begriff Rentenreform daher seitdem als Euphemismus für Rentenkürzung. Die Rentenreformen werden in Gesetzen geregelt.

#### Neue Lasten durch die Wiedervereinigung
Von Beginn an wurde ein erheblicher Teil der Rentenzahlungen aus Steuermitteln bestritten, vor allem zur Finanzierung versicherungsfremder Leistungen. Der Bundeszuschuss betrug im Jahr 1964 knapp 25 % der ausbezahlten Renten, sank in den 1970er Jahren auf ca. 15 % und hielt sich bis Ende der 1980er Jahre bei etwa 16 %. In den 1990er Jahren geriet jedoch die gesetzliche Rentenversicherung zunehmend in finanzielle Schwierigkeiten. Eine Ursache war die Übertragung des Systems auf die neuen Bundesländer: Da es in der DDR nahezu keine offene Arbeitslosigkeit gegeben hatte, erwarben die dortigen Rentner und Versicherten nach einer Hochrechnung ihrer in der DDR erzielten Einkommen anhand eines festgelegten Faktors auf annähernd vergleichbare Westverdienste vergleichsweise hohe Rentenansprüche an die GRV, während aufgrund der Wirtschaftslage aus den neuen Bundesländern nur relativ geringe Rentenbeiträge erwirtschaftet wurden. Verschärft wurden die Probleme durch eine sprunghafte Erhöhung der Erwerbslosenzahlen.

#### Demografischer Wandel und Nachhaltigkeit
Außerdem begann sich durch den beginnenden Eintritt geburtenschwacher Jahrgänge in das Erwerbsleben, gestiegene Arbeitslosigkeit sowie durch die steigende Lebenserwartung das Verhältnis zwischen Beitragszahlern und Rentenempfängern zu verschieben. Die Politik reagierte 1992 mit ersten Einschnitten (insbesondere Koppelung an die Nettolohn- statt Bruttolohnentwicklung). Der 1997 eingeführte „demographische Faktor“ wurde nach dem Regierungswechsel 1998 von der rot-grünen Bundesregierung zunächst wieder zurückgenommen; dafür erschien aber im neuen Jahrhundert der „Nachhaltigkeitsfaktor“. Er berücksichtigt das reine Zahlenverhältnis von Beitragszahlern zu Rentenbeziehern und begrenzt so den Rentenanstieg. Die Folge sind nominal schwach wachsende oder stagnierende, d. h. inflationsbereinigt gleich bleibende oder sinkende Rentenbezüge.

#### Bundeszuschüsse für versicherungsfremde Leistungen
Zudem wurde der Bundeszuschuss seit 1991 regelmäßig erhöht, vor allem um die Rentenversicherung durch die – systematisch korrekte – Erstattung versicherungsfremder Leistungen aus Steuermitteln zu entlasten. Er beträgt heute rund ein Viertel (ca. 75 Milliarden Euro) der Gesamtausgaben, deckt aber nicht den Gesamtaufwand der versicherungsfremden Leistungen.

#### Einmalige Liquiditäts-Effekte
Die Liquiditätsreserve („Schwankungsreserve“) wurde gesenkt.
Die Zahlungstermine für die Arbeitgeber wurden 2006 um 14 Tage vorgezogen. Für alle ab 1. April 2004 hinzugekommenen Neurentner erfolgt die Gutschrift der Rentenzahlung jeweils am letzten Bankarbeitstag des Monats statt wie zuvor zum Monatsanfang. De facto ist also der Rentenbeginn für alle Betroffene einen Monat später.

#### Befürwortung von Rentenreformen aufgrund der Bevölkerungsentwicklung
Die gesetzliche Rentenversicherung wurde immer wieder an die aktuellen gesellschaftlichen und wirtschaftlichen Rahmenbedingungen angepasst, sonst hätte sie sich nicht länger als ein Jahrhundert bewährt. Gerade die politische Behandlung des Themas „Altersarmut“ führte dazu, dass über einen Systemwechsel offen diskutiert wird. Ausgehend von dieser Erwartung wurden unterschiedliche Schlussfolgerungen gezogen: Zum einen werden Forderungen für einen Systemwechsel erhoben (z. B. „bedingungsloses Grundeinkommen“, „Sockelrente“, „Grundrente“), zum anderen wird eine Weiterentwicklung des bestehenden Systems gefordert (z. B. „Erwerbstätigenversicherung“). Eine Maßnahme der letzten Jahre war die Anhebung der Regelaltersgrenze auf 67 Jahre. Die Befürworter der Rentenreformen betonen, dass einige Reformmaßnahmen zwar belastenden Charakter haben würden, sie aber in ihrer Gesamtheit auf Konsolidierung des Sozialstaates gerichtet seien.

#### Kritik an Rentenreformen aufgrund der Bevölkerungsentwicklung
Kritiker der Rentenreformen betonen, dass eine einseitige Betrachtung des demografischen Faktors die Vielzahl an Aspekten ausblende, die eigentlich für die Rentenfinanzierung entscheidend seien. Aufgrund der Komplexität der Relation zwischen Bevölkerungsentwicklung und Rentenbeitrag kritisieren besonders die Gewerkschaften, aber auch einzelne Wissenschaftler wie Gerd Bosbach diejenigen politische Konzepte, die einen Anstieg des Renteneintrittsalters, Rentenkürzungen oder vermehrte private Vorsorge etwa über Privatversicherungen und Aktienfonds fordern. Diese Konzepte dienten nach Meinung der Kritiker in erster Linie der Entlastung der Arbeitgeber durch niedrigere Lohnnebenkosten und der indirekten Subventionierung der Versicherungsbranche. Gerd Bosbach stellt in seiner Kritik an den Reformern der Rentenversicherung dar, dass die Zahl der versicherungspflichtig Beschäftigten bzw. die für die Rentenhöhe entscheidende Beitragsleistung auch durch Anstieg der Vollerwerbstätigen oder der Erwerbstätigen erhöht werden könne, außer der schon erfolgten Anhebung des Rentenalters etwa durch
- die verstärkte (Voll-)Erwerbstätigkeit von Frauen und unterbeschäftigten Männern (bei mehreren Millionen prekär Beschäftigten)
- den Abbau der Arbeitslosigkeit,
- die Mobilisierung der Stillen Reserve
- den früheren Beginn der Erwerbstätigkeit,
- den Einschluss von Beamten, Selbständigen und anderen in die Gruppe der Beitragszahler
- die Integration von Einwanderern in den Arbeitsmarkt

Die Erhöhung des Beitragsvolumens ist außer durch Erhöhung des Beitragssatzes möglich durch
- den Ausschluss der Finanzierung von Fremdleistungen durch Versicherungsbeiträge
- den Anstieg der Brutto-Einkommen parallel zur Produktivitätssteigerung (1–1,5 % pro Jahr) und/oder zum Wirtschaftswachstum
- die Erhöhung der anteiligen Versicherungsbeiträge durch mehr Festanstellungen, Vollzeitverträge, weniger Scheinselbständige, weniger prekäre Beschäftigung und mehr Normalarbeitsverhältnisse.[34]

Außerdem bewirkt der Rückgang der Zahl von Kindern und Jugendlichen auch eine Kosteneinsparung, denn in einer Bevölkerung mit hohem Anteil an Kindern und Jugendlichen müssen auch für diese hohe Aufwendungen getätigt werden, die bei Unterjüngung tendenziell geringer werden. Die Belastung der Erwerbstätigen liegt nicht nur in der Altersversorgung, sondern auch in der Versorgung von Kindern, Jugendlichen und jungen Erwachsenen in Schule, Ausbildung und Studium. Bei der Betrachtung der Belastung müssen alle Bereiche einbezogen werden, nicht nur die Altersversorgung.
Die Tatsache, dass versicherungspflichtige Erwerbstätige eine steigende Zahl von nicht erwerbstätigen Menschen mit Rentenanspruch mitversorgen müssen, ist kein neues Phänomen:
- Von 1900 bis 1990 verdreifachte sich der Bevölkerungsanteil der über 65-Jährigen stetig von 4,9 auf 14,9 %,
- während sich der Anteil der unter 20-Jährigen halbierte.
- Die Lebenserwartung stieg dabei von 45 Jahren bei Männern auf 76 im Jahre 2002,
- das Renteneintrittsalter sank von 70 auf 65 Jahre (ab 1911).
- Die Zahl der Erwerbstätigen verdoppelte sich zwischen 1955 und 2014 durch erhöhte Erwerbstätigkeit von Frauen und wachsende prekäre Beschäftigung.[36]
- Das BIP verdreifachte sich real von 1960 bis 2005.
- Die gesamtwirtschaftliche Arbeitsproduktivität je Erwerbstätigen stieg nach Angaben des statistischen Bundesamts in Deutschland von 1991 bis 2011 um 22,7 %. Die Arbeitsproduktivität je Erwerbstätigenstunde ist um 34,48 % gestiegen. Dies spiegelt die gleichzeitige Verringerung der je Erwerbstätigen durchschnittlich geleisteten Arbeitsstunden um 7,5 % wider.[37]

Das Rentenniveaustabilisierungs- und Generationenkapitalgesetz, das das Bundeskabinett im Mai 2024 beschlossen hat, verfolgt zwei zentrale Ziele: Erstens soll das Rentenniveau dauerhaft bei 48 Prozent gesichert werden. Zweitens wird der Einstieg in eine teilweise Kapitaldeckung für die gesetzliche Rentenversicherung durch den Aufbau des „Generationenkapitals“ ermöglicht. Dieses Kapital senkt den Beitragssatz um 0,3 Prozentpunkte. Ohne diese Maßnahme würde der Beitragssatz aufgrund der demografischen Entwicklung bis 2035 voraussichtlich auf 21,2 Prozent steigen. Dank des Generationenkapitals bleibt der Beitragssatz bis 2045 stabil bei 22,3 Prozent.

### Beitragssatz
Seit dem 1. Januar 2018 beträgt der Beitragssatz 18,6 %.
Bei Einführung der Rentenversicherung im Jahre 1891 betrug der Beitragssatz 1,7 %. Wenn man die in den einzelnen Lohnklassen zu zahlenden Beitragsmarken in Lohnprozent umrechnet, so ergibt sich für 1924 im Schnitt 3,5 %, für 1928 im Schnitt 5,5 %. Der Beitragssatz stieg kontinuierlich von 10 Prozent im Jahre 1949 auf 17 Prozent im Jahre 1970. Er liegt seit 1970 zwischen 17 Prozent und 20,3 Prozent.

## Kontroverse Themen der Rentenversicherung in Deutschland

### Einführung einer Versicherungspflicht für alle Erwerbstätigen
Eine generelle Versicherungspflicht würde vermeiden, dass weite Bevölkerungskreise ohne Verpflichtung die notwendige Vorsorge vernachlässigen und im Alter der allgemeinen Fürsorge anheimfallen. Außerdem würde die Rentenfinanzierung auf eine solidere Grundlage gestellt werden, wenn nicht gerade die einkommensstarken Bevölkerungskreise aus dem Generationenvertrag ausgeklammert werden. Auch der Präsident des Bundessozialgerichts, Rainer Schlegel, spricht sich für eine Rentenversicherungspflicht für alle Erwerbstätigen aus. Als Sicherungsziel der gesetzlichen Rentenversicherung nach einem erfüllten Arbeitsleben seien 10 % bis 20 % über Sozialhilfeniveau realistisch und trotzdem ambitioniert.

### Krisensicherheit der staatlichen Rentenversicherung
Weil bzw. wenn der Staat die Regeln für die Rentenversicherung bestimmt, hat er auch die Verpflichtung, finanzielle Engpässe mit Steuergeldern auszugleichen. So bietet eine gesetzlich organisierte Versicherung selbst bei Liquiditätsschwierigkeiten des Rentenversicherungsträgers eine relative Sicherheit.
Rein private Vorsorgesysteme wären gesamtwirtschaftlich nicht ausreichend sicher und ihre gesellschaftliche Verteilungswirkung wäre sozial nicht ausgewogen. Gerade einkommensschwache Bevölkerungskreise, die eine Absicherung im Alter besonders nötig haben, müssten dann ohne ausreichenden Versicherungsschutz auskommen (siehe relative Armut). Wegen verschiedener möglicher Formen von Marktversagen (siehe moral hazard, adverse selection) und infolge von Inflationsrisiken sind private Anbieter nicht in der Lage, reale Annuitäten für alle anzubieten. Private Anbieter müssten auch für alle Risiken Rücklagen bilden, was diese Versicherung verteuern würde.

### Risiken eines Umlageverfahrens ohne Reserven
Weder die staatlich noch die privat organisierte Versicherung verfügte nach der Währungsreform 1948 über Rücklagen für eine Rentenzahlung an die aktuelle Rentnergeneration. Deshalb muss die kollektive Leistung der Altenfinanzierung – unabhängig von der Art der Organisation und ihrer jeweiligen Finanzierungsverfahren – in direkter Weise von den jeweils arbeitenden Generationen erbracht werden. Die Bildung gesamtwirtschaftlicher Rücklagen ist dabei kaum möglich (vgl. Mackenroth-These). Dadurch ist das System extrem anfällig für Krisensituationen, in denen die Beiträge zurückgehen.

### Mangelnde Gleichbehandlung der Rentner (Egalität) im deutschen System
Das nach der Rentenreform von 1957 in der Adenauer-Ära entstandene System orientiert sich stark an der konservativen deutschen Sozialstaatstradition. Die Renten werden gemäß einem Versicherungsprinzip weitgehend durch Beiträge, nicht aus Steuern finanziert. Sie werden nicht durch eine staatliche Instanz, sondern durch eigenständige Institutionen erbracht, ihre Höhe bleibt eng an das Arbeitseinkommen geknüpft. Dem standen ursprünglich egalitäre Vorstellungen der Sozialdemokratie gegenüber, die 1957 allerdings wegen der Mehrheitsverhältnisse nicht zum Zuge kamen. Erst mit der zunehmenden Finanznot der Rentenversicherung wurden Rentenreformen vorgenommen, die sich als Senkung der Neurenten auswirkten und die Rentenhöhe von der Höhe der eingezahlten Beiträge abkoppelten. Dadurch wurde eine egalisierende Wirkung erzielt, allerdings in Form einer Angleichung der Rentenhöhen nach unten. Bereits für Bezieher mittlerer Einkommen ist der Rentenanspruch weit unter dem ursprünglich einmal festgelegten Ziel von 75 % des letzten Nettolohnes.
Der Finanzmathematiker Werner Siepe hat berechnet, wie sich die Gewinnschwelle eines Standardrentners für die Jahrgänge 1958 bis 2005 von 12 auf 18 Jahre verschieben wird. Dies sei die Folge von steigenden Beitragssätzen, sinkendem Rentenniveau und einer Erhöhung der Regelaltersgrenze, wodurch ein Glaubwürdigkeitsproblem für die umlagenfinanzierte Rente entstehe.

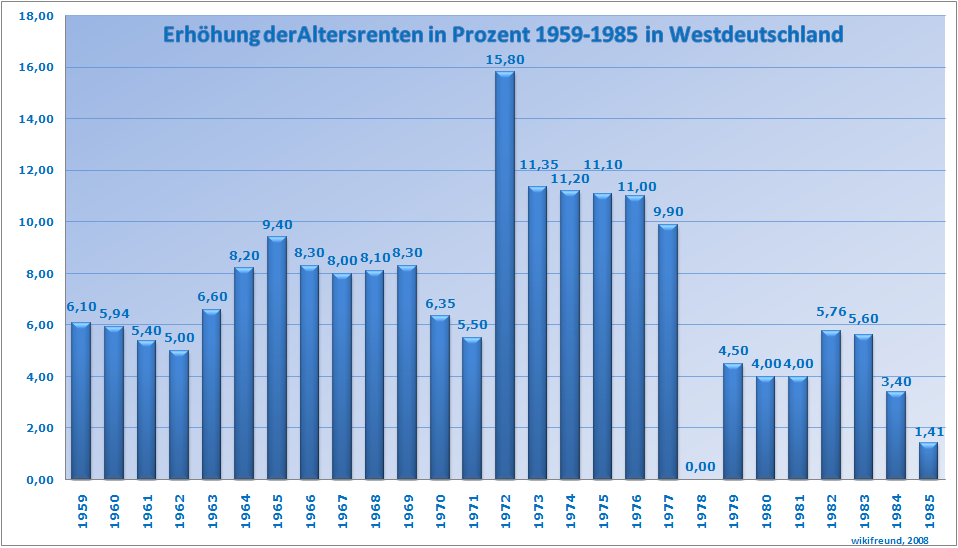
Rentenerhöhungen 1959–1985

#### Abkopplung der Rente von der Dynamik der Bruttoeinkommen
Neu an der Rentenreform von 1957 war das Element der „Dynamik“, was zunächst auf starken Widerstand in der Wirtschaft stieß. Die dynamische Rente sollte sich im Laufe der Zeit mit dem Bruttoeinkommen aller Arbeitnehmer nach oben bewegen und somit die inflatorische Geldentwertung ausgleichen. Hintergrund dieser Regelung war die tief verwurzelte Erfahrung mit Altersarmut in einer Bevölkerung, die in der Hyperinflation (1923) und der Währungsreform (1948) ihre persönlichen Ersparnisse und privaten Lebensversicherungsansprüche verloren hatten. In neuester Zeit stiegen jedoch die finanziellen Belastungen der Rentenversicherung, so dass die dynamische Rente in mehreren Rentenreformen deutlich eingeschränkt wurde und die Rentenhöhe inzwischen faktisch von der Entwicklung der Bruttoeinkommen abgekoppelt ist.

### Verfassungsrechtliche Eigentumsgarantie trotz fehlendem Kapitalstock
Nach der Rechtsprechung des Bundesverfassungsgerichts sind Rentenanwartschaften durch die Eigentumsgarantie des Grundgesetzes geschützt, soweit sie auf eigenen Rentenbeiträgen beruhen. Die Rentenversicherung hat aber keinen Kapitalstock gebildet, aus dem eingezahlte Beiträge ausgezahlt werden könnten. Deshalb ist die folgende Generation dazu verpflichtet, die Altersversorgung der aktuellen Rentenbezieher (eventuell ihrer eigenen Eltern) zu sichern.

### Mangelnde Unterstützung der Familien mit Kindern
Dieses als Generationenvertrag bekannte Umlageverfahren könne aber nur dann funktionieren, wenn die erwerbstätige Generation auch Kinder in hinreichender Zahl großziehen kann und wenn diese Kinder dann auch als Erwerbstätige Versicherungsbeiträge in die GRV einzahlen. Daraus ergeben sich Pflichten des Gemeinwesens denen gegenüber, die Kinder haben. Das sei aber in der Sozialgesetzgebung nicht ausreichend umgesetzt worden.

### Überbetonung der Überalterung der Bevölkerung
Kritiker wenden ein, dass diese – maßgeblich von Paul Kirchhof geprägte – Sicht der Rechtsprechung die Bedeutung von Kindern in einem Umlageverfahren überbetone. Die Sozialversicherung komme entgegen Kirchhoffs monokausaler, rein demographischer Betrachtung hauptsächlich aus zwei völlig anderen Gründen unter Druck: Durch die Ausweitung des Niedriglohnsektors mit geringen oder ohne Beiträge seien die Beiträge zurückgegangen. Außerdem seien Löhne und Gehälter und damit die Beiträge nicht parallel zur Produktivität und dem Volkseinkommen gewachsen. Entsprechend sollten mehr Arbeitnehmer in die Sozialversicherung einzahlen oder sollten die Einkommen an die steigende Produktivität stärker angeglichen werden. Eine schrumpfende Bevölkerungszahl sei durch die steigende Integration von vormals Arbeitslosen ins Erwerbsleben, durch die Aktivierung der Stillen Reserve und durch eine Erhöhung besonders der Frauenerwerbsquote durchaus zu bewältigen, vor allem auch durch die Schaffung von versicherungspflichtigen Vollzeitarbeitsplätzen.

### Höhere Rentenbezüge in Ostdeutschland
Oft werden die ostdeutschen Rentner pauschal als Subventionsempfänger bezeichnet, weil deren Bewohner „in die westdeutsche GRV niemals eingezahlt haben“. Damit wird der Eindruck erweckt, als müssten die westdeutschen Beitragszahler oder die Bundeskasse alle dortigen Renten finanzieren. Dabei wird allerdings außer Acht gelassen, dass es sich um eine Umlagefinanzierung handelt. So begannen am Tage der Wiedervereinigung die Beitragszahlung der dortigen Pflichtversicherten und die Zahlung der dortigen Renten. Wäre dafür eine eigenständige Kasse gebildet worden, so wäre deren prozentualer Zuschussbedarf anfänglich ähnlich hoch gewesen wie der in Westdeutschland. Diese Kasse hätte aber die wachsenden Probleme mit der Alterspyramide ebenfalls zu spüren bekommen und den Einbruch bei den Beiträgen durch die Arbeitslosigkeit, letzteres jedoch in stärkerem Maße als im Westen. Deshalb ist tatsächlich ein höherer Zuschuss aus Steuermitteln erforderlich, der jedoch genau so zu bewerten ist wie andere Wiedervereinigungskosten. Andererseits zeigen die ostdeutschen Zahlen, dass dort die durchschnittliche Rentenzahlung höher ist, während gleichzeitig durch das geringere Lohnniveau ein geringerer durchschnittlicher Rentenversicherungsbeitrag gezahlt wird. Eine Subventionierung der ostdeutschen Rentenbezieher durch westdeutsche und ostdeutsche mit Wohnsitz in den alten Bundesländern ist also nicht grundsätzlich von der Hand zu weisen.
Für die höhere Durchschnittsrente im Osten gibt es noch weitere Erklärungen: Es gab dort keine Beamten; die entsprechenden, eher überdurchschnittlich bezahlten staatlich-administrativen Tätigkeiten wurden im Angestelltenverhältnis ausgeübt und erfordern jetzt Rentenzahlungen, die sich auf die Höhe der Durchschnittsrente Ost auswirken. Neue Mitarbeiter in diesen aufgeführten Bereichen sind dort, wie im Westen auch, jetzt verbeamtet, leisten daher also keinen Beitrag im Umlageverfahren für ihre Amtsvorgänger. Im Westen Deutschlands haben die Beamten eine eigenständige Versorgung aus Steuermitteln; diese Zahlungen gehen nicht in die Berechnung der Durchschnittsrente West ein. Ferner hatten die ostdeutschen Frauen durchschnittlich mehr Arbeitsjahre.
Auf der anderen Seite haben viele westdeutsche Rentner zusätzliche Altersbezüge aus Betriebsrenten und Lebensversicherungen, so dass allein der Vergleich der Durchschnittsrenten Ost und West aus der GRV keinen Vergleich der tatsächlichen durchschnittlichen Rentnereinkommen darstellt.

### Nachteile für Strafgefangene wegen fehlender Rentenversicherung
Strafgefangene, die während der Haftzeit arbeiten, ohne einem freien Beschäftigungsverhältnis außerhalb der Anstalt nachzugehen, sind aufgrund ihrer Arbeit im Vollzug nicht rentenversichert; sie erwerben insoweit keine Anwartschaft auf eine Rente. Das kann nach der Entlassung vor allem wegen der mangelnden Altersversorgung nachteilige Folgen haben. Zwar hatte der Gesetzgeber schon 1976 mit der Verabschiedung des Strafvollzugsgesetzes die Rentenversicherungspflicht für Strafgefangene beschlossen, zum Inkrafttreten der entsprechenden Vorschriften hätte es jedoch nach § 198 Abs. 3 Strafvollzugsgesetz eines besonderen Bundesgesetzes bedurft, ein solches Gesetz wurde bisher allerdings nicht verabschiedet. Um dies zu ändern, wurde dem Petitionsausschuss des Deutschen Bundestages am 6. Juni 2011 eine Petition übergeben, die 15 Organisationen formuliert hatten. Auf eine entsprechende Empfehlung des Petitionsausschusses überwies der Bundestag die Petition am 3. April 2014 an die Bundesregierung – Bundesministerium für Arbeit und Sozialordnung – und leitete sie den Landesvolksvertretungen zu, damit diese Stellen das Anliegen noch einmal überprüfen und nach Möglichkeiten der Abhilfe suchen.
Bereits 2008 hatte die Bundesregierung mitgeteilt, dass sie „die Einbeziehung von Strafgefangenen in die gesetzliche Rentenversicherung weiterhin für sinnvoll“ halte (BT-Drucksache 16/11362). Am 25. April 2013 gab es im Bundestag eine Debatte zu diesem Thema. Am 24. September 2014 brachte die Fraktion „Die Linke“ den Antrag in den Deutschen Bundestag ein, Strafgefangene künftig in die Renten-, Kranken- und Pflegeversicherung einzubeziehen. Am 18. Dezember 2014 debattierte das Plenum erneut darüber. Mitte Juni 2015 wandte sich eine Aktion der Gefangenengewerkschaft in dieser Sache mit einem schriftlichen Appell an die Justizminister der Bundesländer. Am 17./18. Juni 2015 beschloss die Justizministerkonferenz, den Strafvollzugsausschuss der Länder zu beauftragen, Grundlagen und Auswirkungen einer Einbeziehung der Gefangenen in die Rentenversicherung zu prüfen und das Ergebnis wiederum der Ministerkonferenz vorzulegen.

### Gerechtigkeit des Rentensystems
Karl Lauterbach kritisiert in seiner Monographie Der Zweiklassenstaat, dass in der öffentlichen Diskussion in Deutschland anders als in Skandinavien oder Großbritannien so gut wie nie über das Gerechtigkeitsproblem diskutiert werde, obwohl die Ungerechtigkeiten überdeutlich seien: Die armen Rentner subventionierten die Reichen, da die Lebenserwartung von Niedriglohnempfängern um 10 Jahre niedriger liege als die der Bezieher hoher Renten. Nirgendwo in Europa sei dieser Unterschied so deutlich. Im Vergleich mit den einbezahlten Beiträgen verliere der Arme, dessen Einkommen 50 % unter dem Durchschnitt liege, 30 000 Euro, während derjenige, der ein zweimal so hohes Einkommen wie der Durchschnitt erzielt, durch die Rente über 100 000 Euro hinzugewinne. Die Arbeiter zahlten demnach die hohe Rendite der Angestellten und decken über ihre Steuern zudem noch die Beamtenpensionen ab.
Viel gerechter, weil solidarischer, findet Lauterbach ein Rentensystem wie das der Schweiz, weil dort eine Grundrente aus Steuermitteln finanziert wird. Dies belaste auch den Arbeitsmarkt weniger und begünstige die Beschäftigung. Eine Privatisierung des Rentensystems sei keine Alternative, weil die Übergangsgeneration dann eine Doppelbelastung tragen müsse.
Auch bei der Riesterrente zahlten die Steuerzahler den Steuerzuschuss für die Reichen, die Armen, die sich die Versicherung nicht leisten könnten, gingen leer aus. Nur als Pflichtversicherung für alle hätte sie einen Sinn gehabt, wie sie ursprünglich geplant war. Als Privatversicherung sei sie hauptsächlich für die Versicherungsunternehmen ein Gewinn gewesen, weniger für die Versicherten. In keinem anderen Land der Welt außer Deutschland sei es den Versicherungsunternehmen gelungen, sich durch Steuergelder subventionieren zu lassen.